# رناتا وانی
رناتا وانی (ایتالیایی: Renata Vanni؛ ۱۲ اکتبر ۱۹۰۹ – ۱۹ فوریه ۲۰۰۴) بازیگر اهل ایتالیا بود.
از فیلم‌ها یا برنامه‌های تلویزیونی که وی در آن نقش داشته است، می‌توان به تکه‌ای آبی، هوا همیشه مناسب است، تا بهار صبر کن و سه سکه در چشمه اشاره کرد.